# Carlo Ratti (calciatore)
Carlo Ratti (fl. XX secolo) è stato un calciatore italiano, di ruolo centrocampista.

## Carriera
Ha fatto il suo esordio nel Foot Ball Club Brescia il 29 novembre 1914 in Como-Brescia (2-0), l'unica sua gara prima del primo conflitto mondiale, poi dal 1919 al 1925 ha vestito la casacca del Brescia in altre 85 partite, realizzando anche 8 reti, in sei campionati della massima divisione.

## Statistiche

### Presenze e reti nel club
| Stagione        | Squadra         | Campionato      | Campionato | Campionato | Totale   | Totale |
| Stagione        | Squadra         | Campionato      | Presenze   | Reti       | Presenze | Reti   |
| --------------- | --------------- | --------------- | ---------- | ---------- | -------- | ------ |
| 1914-1915       | Brescia         | PC              | 1          | 0          | 1        | 0      |
| 1919-1920       | Brescia         | PC              | 19         | 1          | 19       | 1      |
| 1920-1921       | Brescia         | PC              | 6          | 2          | 6        | 2      |
| 1921-1922       | Brescia         | PD              | 12         | 1          | 12       | 1      |
| 1922-1923       | Brescia         | PD              | 23         | 3          | 23       | 3      |
| 1923-1924       | Brescia         | PD              | 22         | 1          | 22       | 1      |
| 1924-1925       | Brescia         | PD              | 3          | 0          | 3        | 0      |
| Totale Brescia  | Totale Brescia  | Totale Brescia  | 85         | 8          | 85       | 8      |
| Totale carriera | Totale carriera | Totale carriera | 86         | 8          | 86       | 8      |